# Алышбаев, Джумагул Алышбаевич
Джумагул Алышбаевич Алышбаев (кирг. Жумагул Алышбаев, 5 сентября 1922, Кереге-Таш, Туркестанская АССР — 1969, Фрунзе) — советский киргизский учёный-экономист. Академик АН Киргизской ССР (1954).

## Биография
Окончил Пржевальское педагогическое училище (1939), в том же году был призван в ряды Красной Армии. Участник Великой Отечественной войны.
Окончил аспирантуру при Академии общественных наук в Москве (1953).
Работал учителем, завучем в школе, секретарем Таласского обкома комсомола, секретарем ЦК ЛКСМ Киргизии, директором Республиканской партийной школы при ЦК КП Киргизии.
В 1954 году избран в действительные члены АН Киргизской ССР (первый состав). Занимал пост вице-президента АН Киргизской ССР.
Заведующий сектором Института экономики АН Киргизской ССР (1958—1968), директор Института (1959—1960).
Главный редактор Киргизской советской энциклопедии (1968—1969).
В 2003 году имя Алышбаева присвоено Институту экономики НАН Киргизии.

## Научные интересы
Специалист в области экономики и экономической теории.